# Ryan Seacrest
Ryan John Seacrest est un acteur et producteur américain né le 24 décembre 1974 à Atlanta (Géorgie) (États-Unis). Il est animateur de radio à la station KIIS-FM 102.7 de Los Angeles (Californie), Z100 de New York et Virgin Radio de Montréal.

## Biographie
- Présentateur de Ryan Seacrest sur KIIS-FM (radio de Los Angeles, en Californie).
- Présentateur de American Idol sur la chaîne FOX, équivalent de la Nouvelle Star en France.

## Vie privée
Il a été en couple pendant presque trois ans avec la danseuse, actrice et chanteuse Julianne Hough d'avril 2010 à mars 2013.

## Filmographie

### Comme acteur
- 1995 : Reality Check (série télévisée) : Jack Craft
- 1999 : Hey Arnold! .... Fighting Families Host (1 épisode)
- 1999 : Helga Sleepwalks/Fighting Families (1999)
- 2000 : Beverly Hills 90210 (1 épisode)
- 2000 : The Final Proof
- 2006 : Longtime Listener : Ryan Seacrest
- 2010 : Les Simpson (épisode : Moe, moche et méchant) (série télévisée)
- 2011 : Happy New Year : lui-même

### Comme producteur

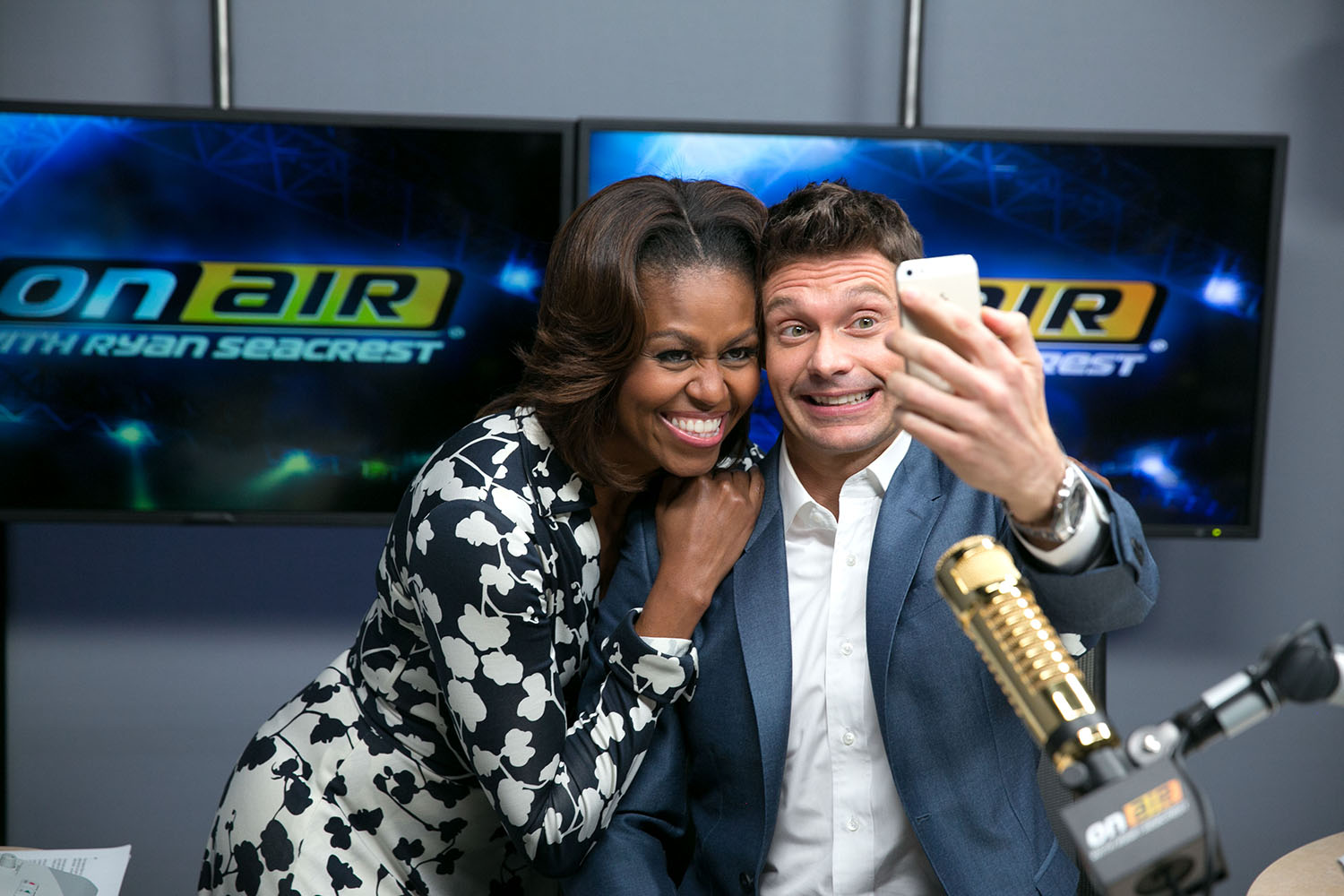
Ryan Seacrest avec Michelle Obama en janvier 2014.

- 2004 : On-Air with Ryan Seacrest (série télévisée)
- 2004 : New Year's Eve Live from Times Square with Ryan Seacrest (série télévisée)
- 2005 : New Year's Rockin' Eve 2006 (série télévisée)
- 2010 :  Giuliana & Bill
- 2011 : Kardashian's Take New-York
- 2016-2018 : Shades of Blue
- 2018-.. : Insatiable

## Récompenses
Une étoile sur le Walk of Fame.